# Wiktor Pestrykow
Wiktor Ołeksandrowycz Pestrykow, ukr. Віктор Олександрович Пестриков, ros. Виктор Александрович Пестриков, Wiktor Aleksandrowicz Piestrikow (ur. 4 sierpnia 1941, Ukraińska SRR, zm. 17 lutego 1993 w Kijowie) – ukraiński piłkarz, grający na pozycji pomocnika, a wcześniej obrońcy, trener piłkarski.

## Kariera piłkarska
W 1959 rozpoczął karierę piłkarską w drużynie rezerw Dynama Kijów, a w 1961 debiutował w składzie pierwszej drużyny. Dynamo zdobyło swoje pierwsze mistrzostwo ZSRR, ale piłkarz nie otrzymał złotej medali tak jak rozegrał w sezonie tylko 1 mecz. W 1964 przeszedł do Awanhardu Charków. W 1966 przeniósł się do SKA Kijów. W 1970 powrócił do charkowskiego klubu, który już nazywał się Metalist. W 1972 został zaproszony do Awtomobilista Żytomierz, gdzie zakończył karierę piłkarza w roku 1973.

## Kariera trenerska
Po zakończeniu kariery piłkarza rozpoczął pracę szkoleniowca. Najpierw pomagał trenować Awtomobilist Żytomierz. W 1978 pracował na stanowisku dyrektora technicznego Desny Czernihów, a potem został mianowany na stanowisko głównego trenera Polissia Żytomierz, którym kierował do końca 1979. W 1982 pełnił funkcję dyrektora technicznego Dnipra Czerkasy.

## Sukcesy i odznaczenia

### Sukcesy piłkarskie
Awtomobilist Żytomierz
- wicemistrz Ukraińskiej SRR: 1972

### Odznaczenia
- tytuł Mistrza Sportu ZSRR